# Scleria reticularis
Scleria reticularis là loài thực vật có hoa trong họ Cói. Loài này được Michx. miêu tả khoa học đầu tiên năm 1803.